# Daciano Colbachini
Daciano Colbachini (Padova, 31 ottobre 1893 – Padova, 13 aprile 1982) è stato un ostacolista e imprenditore italiano.
Lo stadio dell'Arcella (Padova) ha il suo nome perché è stato il primo atleta olimpico padovano.

## Biografia
Ha partecipato alle Olimpiadi di Stoccolma 1912 e Anversa 1920. Per otto volte ha realizzato il record italiano nei 110 metri ostacoli. Appartenente alla famiglia Colbachini, la quale vanta una tradizione industriale bicentenaria grazie alla Fonderia di Campane Daciano Colbachini e Figli - Stabilimento Pontificio S.r.l., fondata nel 1745, è inoltre stato un pioniere dell'aviazione, raggiungendo il grado di generale. In seguito alla conclusione della carriera atletica e militare è diventato imprenditore fondando prima la FIP srl e in seguito la IVG spa.

## Onorificenze
A lui è intitolato lo Stadio di atletica leggera di Padova.